# La Vendetta
La Vendetta (em português A Vendeta) é o título de um romance de Honoré de Balzac publicado em 1830 nas edições Mame et Delaunay-Vallée. Faz parte das Cenas da vida privada da Comédia Humana.
A ação começa em Paris em 1800 e termina no mesmo lugar em 1830.

## Personagens principais
- Bartholoméo di Piombo (Bartolomeu na edição brasileira organizada por Paulo Rónai), velho compatriota de Napoleão;
- Ginevra di Piombo, a filha de Bartolomeu;
- Amélie Thirion (Amélia), rival de Ginevra na pintura;
- Servin, o professor de pintura de Ginevra;
- Luigi Porta, marido de Ginevra.
- Mme Servin, esposa de Servin
- Elisa, esposa de Bartolomeu

## Resumo
Depois de matar todos os Porta por vingança, Bartolomeu di Piombo vai embora da Córsega para Paris em 1800. Desse massacre sobrevive apenas Luigi Porta, desde então proscrito. É no atelier do célebre pintor Servin que Ginevra, a filha de Bartolomeu, encontra pela primeira vez Luigi, por quem se apaixona. Apesar da proibição de seu pai, ela parte para viver com ele e fica grávida.
Eles mergulham na miséria e na pobreza. A criança morre, seguida de sua mãe, feliz, apesar de tudo, por ter vivido seu amor até o fim. "Fui tão feliz, que se tivesse de recomeçar a vida, aceitaria outra vez nosso destino." É a consumação da Vendeta.

## Ligação externa
- Florence Terrasse-Riou, Analyse, résumé et arrière plan historique de la Vendetta no site da  Maison de Balzac.
- Fac-símile em francês no site da Biblioteca Nacional da França.